# Persée (constellation)
Perseus
Pour les articles homonymes, voir Persée (homonymie).
Persée est une constellation de l’hémisphère nord. Relativement grande, elle possède plusieurs étoiles brillantes, dont l’étoile variable Algol (β Persei).

## Histoire et mythologie

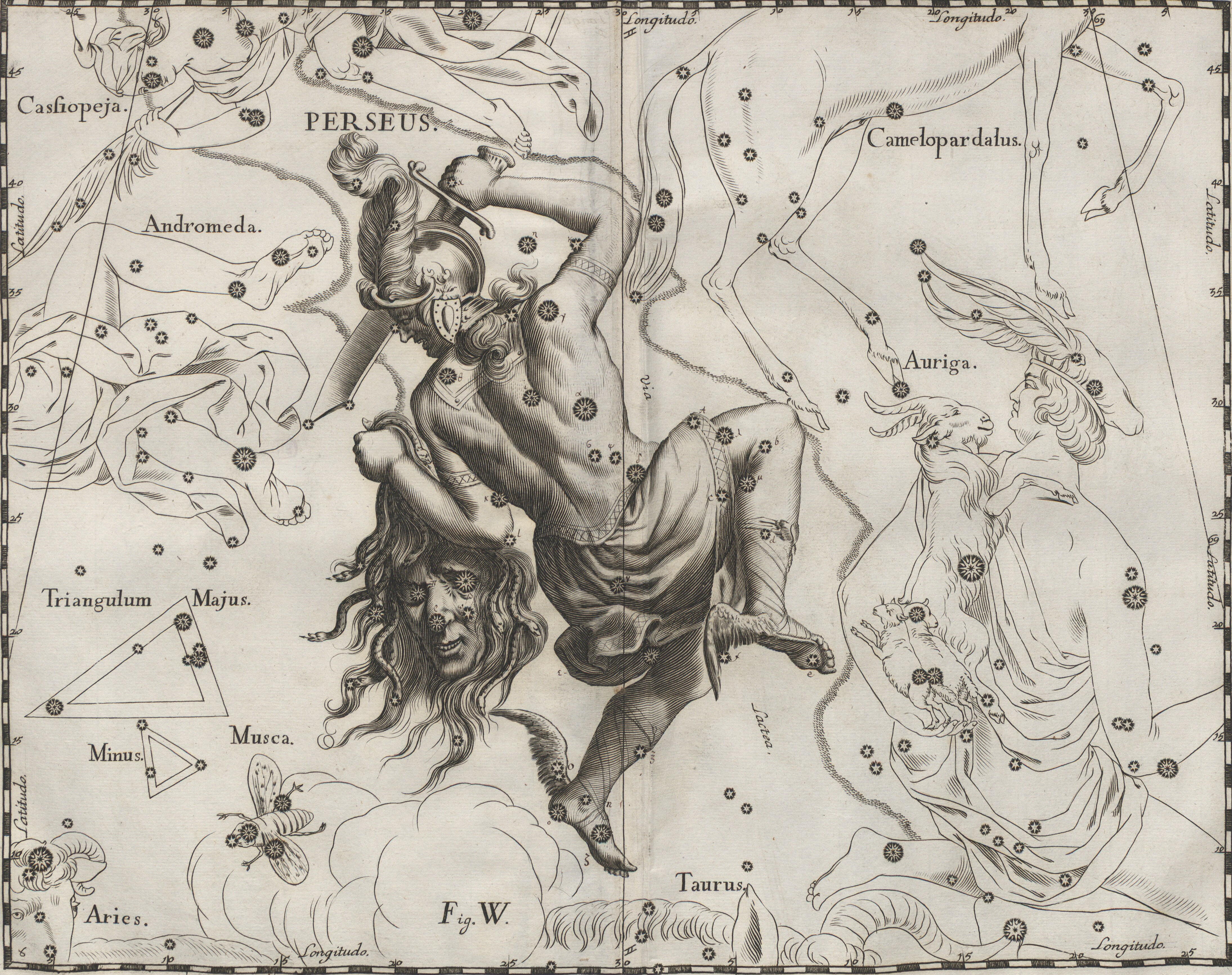
Persée dans l'Uranographia de Johannes Hevelius.

La constellation de Persée est ancienne. Déjà répertoriée par Aratus de Soles, puis par Ptolémée dans son Almageste au Ier siècle, elle est censée représenter Persée, le héros de la mythologie grecque qui sauva Andromède. La constellation appartient au cycle qui décrit le mythe d'Andromède.

## Observation des étoiles

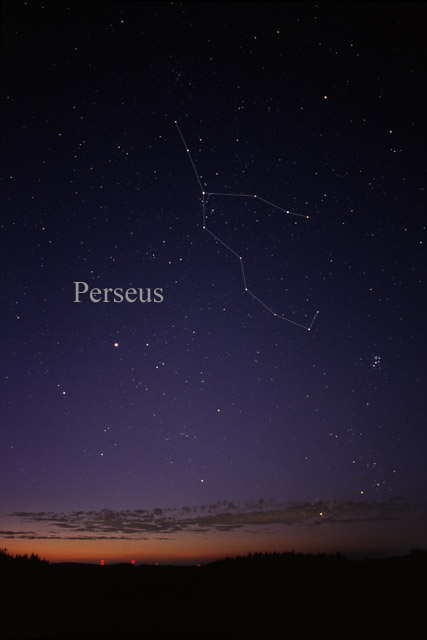
Constellation de Persée.

Visibilité nocturne de la constellation.

### Repérage de la constellation
Persée est une constellation très lumineuse, placée dans un environnement très riche.
- Sa position peut être repérée en prenant l'alignement qui part du Grand carré de Pégase et remonte le long de la diagonale d'Andromède jusqu'à Algol de Persée et Capella du Cocher.
- Inversement, on peut partir de Capella, l'étoile la plus brillante de la région, et repérer ses voisines Algol (β Per) et Mirfak (α Per) en direction de l'Ouest.
- On peut également se repérer par rapport à Cassiopée, en suivant l'alignement de la barre médiane de son « W » en direction du Sud-Est, alignement qui tombe sur Mirfak (α Per).
- On peut enfin remonter l'alignement qui part de Rigel dans Orion, passe par Aldébaran du Taureau, et tombe sur Algol (β Per) avant de rejoindre Cassiopée dans l'axe du bras droit de son « W ».

### Forme de la constellation
Bien que formée d'étoiles relativement brillantes et assez rapprochées, Persée ne dégage pas de forme très nette. Quand les conditions de visibilité sont bonnes, on peut retracer la forme générale d'une étoile à cinq branches (le corps), dont quatre sont dotées d'appendices (les membres).
Les deux premières étoiles visibles sont Mirfak (α Per), qui marque le cou de Persée, et Algol (β Per), plus au Sud, qui marque le pied Ouest. On voit rapidement apparaître ensuite ε Per au Sud (le pied Est) et γ Per côté Nord (la pointe du chapeau).
L'étoile brillante située au milieu du bras Ouest, θ Persei, est parfois considérée comme constituant l’épée de Persée. La limite des constellations entre Persée et Andromède est très dentelée dans cette zone, la « main » de Persée qui semble presque saisir le « pied » d'Andromède s'étend au-delà d'une zone qui appartient déjà à cette dernière.
Persée est généralement dessiné tenant dans sa main la tête de Méduse et celle-ci est représentée par Gorgonea Secunda (π Per), Gorgonea Tertia (ρ Per) et Gorgonea Quarta (ω Per), Algol (β Per) — « Gorgonea Prima » — formant quant à elle l’œil de la gorgone. Ces quatre étoiles sont celles qui forment le « pied » immédiatement au sud d'Algol.

## Étoiles principales

### Mirphak (αPersei)
Mirphak (α Persei) est l’étoile la plus brillante de la constellation. Avec une magnitude apparente de 1,79, elle se classe 35e des étoiles les plus brillantes du ciel. Distante de près de 600 années-lumière du Système solaire, c'est une supergéante 60 fois plus grande que le Soleil.
Elle est parfois nommée « Algenib ».

### Algol (βPersei)
Algol (β Persei) est la deuxième étoile de la constellation par la luminosité, mais la plus connue. Elle est le prototype des étoiles variables de type Algol, qui sont en réalité des étoiles doubles où l’un des composants éclipse périodiquement le plus brillant. Algol passe ainsi de la magnitude 2,12 à la magnitude 3,39 tous les 2,867 jours.

### Autres étoiles
Plusieurs autres étoiles de la constellation portent un nom propre, dont Misam (κ Persei), Atik (ο Persei) et Menkib (ξ Persei).
En 1901, la nova GK Persei est apparue plusieurs degrés en dessous de Mirphak.

### Ambiguïté
Certaines sources, dont le logiciel Starry Night, un atlas et un site internet attribuent le nom 'Atik' à Zeta Persei au lieu de Omicron Persei.

## Objets célestes
Près de γ Persei se trouve le radiant des « Perséides », un essaim de météoroïdes qui provoque chaque année une « pluie » d’étoiles filante aux alentours du 12 août (appelées aussi Larmes de Saint Laurent, dont la fête tombe le 10 août).
On peut noter également les objets célestes suivant dans la constellation de Persée, traversée par la Voie lactée :
- l'amas d'Alpha Persei : comme son nom l'indique, c'est un amas d'étoiles centré autour de Alpha Persei, qui comprend également un grand nombre d'étoiles de 4e et de 5e magnitudes de la constellation.
- h+χ Persei : Deux amas ouverts (NGC 869 et NGC 884 respectivement), distants de plus 7 000 années-lumière du système solaire et séparés l’un et l’autre par plusieurs centaines d’années-lumière.
- M34 : un amas ouvert de magnitude apparente 5,5 (visible à l’œil nu si la nuit est très sombre), distant d’environ 1 400 années-lumière et formé d’une centaine d’étoiles distribuées dans une sphère de 14 années-lumière de diamètre.
- M76 : une nébuleuse planétaire.
- NGC 1499 : une nébuleuse en émission surnommée « Nébuleuse Californie ».
- Amas de Persée